# Dasypoda warnckei
Dasypoda warnckei is een vliesvleugelig insect uit de familie Melittidae. De wetenschappelijke naam van de soort is voor het eerst geldig gepubliceerd in 2004 door Michez.